# 1967
| 1967                                                                     |
| ------------------------------------------------------------------------ |
| Dødsfald - Fødsler                                                       |
| • Begivenheder • Film • Litteratur • Musik • Politik • Sport • Videnskab |

| Gregoriansk kalender | 1967 MCMLXVII           |
| Ab urbe condita      | 2720                    |
| Armensk kalender     | 1416 ԹՎ ՌՆԺԶ            |
| Kinesiske kalender   | 4663 – 4664 丙午 – 丁未 |
| Etiopisk kalender    | 1959 – 1960             |
| Jødisk kalender      | 5727 – 5728             |
| Hindukalendere       |                         |
| - Vikram Samvat      | 2022 – 2023             |
| - Shaka Samvat       | 1889 – 1890             |
| - Kali Yuga          | 5068 – 5069             |
| Iransk kalender      | 1345 – 1346             |
| Islamisk kalender    | 1387 – 1388             |

Konge i Danmark: Frederik 9. 1947-1972
Se også 1967 (tal)

## Begivenheder

### Januar
- 2. januar – Ronald Reagan bliver guvernør i Californien

### Februar
- 22. februar - Indonesiens præsident Ahmed Sukarno træder tilbage og afløses af general Mohammed Suharto
- 26. februar - USA indleder ny offensiv mod Vietcong i Vietnam

### Marts
- 12. marts - Indira Gandhi vælges til leder af Kongrespartiet og udnævnes til premierminister

### April
- 15. april - i New York demonstrerer 250.000 amerikanere mod krigen i Vietnam
- 21. april – Militærkup i Grækenland under ledelse af forbindelsesofficerer til CIA
- 24. april – Den sovjetiske kosmonaut Vladimir Komarov omkommer, da han styrter til jorden med Sojuz 1

### Maj
- 1. maj - Anastasio Somoza Debayle bliver Præsident i Nicaragua
- 30. maj - Den Igbo-dominerede sydøstlige region i Nigeria erklærer sig uafhængig under navnet Biafra, hvilket udløser en tre år lang borgerkrig

### Juni
- 5. juni – starten på Seksdageskrigen mellem Israel og Egypten, Jordan, Syrien og Irak
- 6. juni - Egypten lukker Suez-kanalen, da Israel besætter Gaza under Seksdageskrigen
- 9. juni - komponisten Thomas Koppel får Carl Nielsen prisen
- 9. juni - poeten Poul Sørensen får Aarestrup medaljen.
- 10. juni – Kronprinsesse Margrethe 2. og Prins Henrik giftes i Holmens Kirke
- 10. juni - Seksdageskrigen slutter, da Israel og Syrien enes om en våbenhvile
- 14. juni – København fejrer 800 års fødselsdag med verdens længste kaffebord med 80.000 kopper kaffe og 100.000 rådhuspandekager på Strøget.
- 14. juni - det amerikanske rumfartøj Mariner 5 opsendes mod planeten Venus
- 14. juni - lærere har ikke længere lov at slå børnene i danske skoler
- 19. juni - det første “MZ” lokomotiv ankommer til Helsingør for DSB
- 25. juni - Verdens første globale tv-transmission bliver sendt. Programmet har titlen “Our World”

### Juli
- 3. juli – Den socialdemokratiske regering under Jens Otto Krag indfører moms i Danmark. Momsen er på 10%. Indførelsen af momsen vanskeliggør samarbejdet med SF i Det Røde Kabinet.

### August
- 1. august - Israel annekterer Øst-Jerusalem
- 5. august - den 2277 meter lange Salazar-bro over Tejo åbnes
- 10. august - to lyntog kolliderer ca 4 km øst for Odense station. Ved Lyntogsulykken omkom 11 personer og 17 blev alvorligt kvæstet.

### September
- 3. september – Sverige indfører højrekørsel
- 15. september - Feltmarskal Abdel Hakim Amer, som førte de egyptiske styrker under seksdageskrigen mod Israel i juni, begår selvmord.
- 20. september - Postnummersystemet indføres i Danmark

### Oktober
- 3. oktober - Dansk Undergrunds Consortium (DUC) finder naturgas i Nordsøen, men er usikre på om det er rentabelt at udvinde den
- 4. oktober – Sultan Omar Ali Saifuddien af Brunei abdicerer frivilligt, og hans søn, Hassanal Bolkiah, bliver sultan den følgende dag
- 5. oktober - Hassanal Bolkiah bliver sultan af Brunei efter hans far, Omar Ali Saifuddien, har abdiceret
- 6. oktober - i San Francisco mødes omkring 100 hippier for at erklære hippien for død. Ønsket er at den frie amerikaner bliver det nye begreb for selvsamme
- 9. oktober - den argentinsk-fødte guerillakæmper Che Guevara, som har støttet Fidel Castros kamp på Cuba, dræbes i et baghold ved landsbyen La Higuera, nær Vallegrande, Bolivia, 39 år gammel
- 10. oktober - Ydre rum-traktaten, underskrevet af mere end 60 nationer d. 27. januar, træder i kraft
- 27. oktober - det danske politiet indfører spiritusprøver ved hjælp af balloner
- 30. oktober - Brian Jones fra the Rolling Stones får ni måneders fængsel for narkotikabesiddelse

### November
- 10. november - Marie Lock-Hansen myrdes i sit hjem på Hestehavevej i Århus. Herved skabes en af danmarkshistoriens største mordgåder
- 13. november - den græske militærjunta indfører et totalforbud mod import af danske varer
- 27. november - Præsident Charles de Gaulle nedlægger veto mod engelsk indtræden i EF

### December
- 3. december – den sydafrikanske hjertekirurg Christian Barnard foretager historiens første hjertetransplantation
- 13. december - Kong Konstantin må forlade Grækenland, da hans forsøg på at vælte militærjuntaen fejler
- 15. december - Krag-regeringen falder
- 17. december – udbrydere fra SF stifter Venstresocialisterne, VS.
- 18. december – den engelske spion Kim Philby udnævnes til 'Sovjetunionens helt' i Moskva.

## Født

### Januar
- 7. januar – Peter Reichhardt, dansk skuespiller.
- 14. januar – Emily Watson, engelsk skuespillerinde.
- 20. januar – Sigurd Barrett, dansk musiker og komponist.
- 23. januar – Magdalena Andersson, svensk politiker.

### Februar
- 10. februar – Laura Dern, amerikansk skuespillerinde.
- 14. februar – Stine Bierlich, dansk skuespillerinde (død 2007).
- 19. februar – Benicio Del Toro, filmskuespiller fra Puerto Rico
- 20. februar – Kurt Cobain, amerikansk musiker (død 1994).
- 24. Februar — Lars Mikkes, dansk multi-kunstner.
- 25. februar – Andreas Bo Pedersen, dansk skuespiller.

### Marts
- 9. marts – Ellen Hillingsø, dansk skuespillerinde.
- 16 marts – Lauren Graham, amerikansk skuespiller.
- 25. marts - Benni Chawes, dansk sanger, sangskriver, pianist.

### April
- 19. april - Dar Williams, amerikansk singer-songwriter.
- 26. april – Glenn Jacobs, amerikansk wrestler.
- 27. april – Willem-Alexander af Nederlandene, Konge af Nederlandene.
- 28. april – Claes Bang, dansk skuespiller og musiker.

### Maj
- 6. maj – Philippa Bulgin, dansk rocksanger (død 1994).
- 7. maj – Adam Price, dansk manuskriptforfatter, dramatiker, madanmelder og restauratør
- 21. maj – Chris Benoit, canadisk wrestler (død 2007).
- 29. maj – Noel Gallagher, britisk guitarist.

### Juni
- 3. Juni - Lars Hjortshøj, dansk skuespiller.
- 3. Juni - Anderson Cooper, amerikansk journalist
- 4. juni - Malene Bach, dansk billedkunstner.
- 6. juni - Paul Giamatti, amerikansk skuespiller
- 20. juni - Nicole Kidman, amerikansk-australsk skuespiller

### Juli
- 1. juli - Pamela Anderson, canadisk-amerikansk model og skuespillerinde.
- 11. juli - Felicia Feldt, svensk manuskriptforfatter og forfatter.
- 16. juli - Will Ferrell, amerikansk skuespiller og komiker
- 18. juli – Vin Diesel, amerikansk skuespiller
- 25. juli – Matt LeBlanc, amerikansk skuespiller.
- 26. juli – Jason Statham, britisk skuespiller
- 27. juli – Anette Støvelbæk, dansk skuespillerinde.

### August
- 1. august - Anders Samuelsen, dansk politiker.
- 6. august - Lone Yalçınkaya, dansk politiker.
- 9. august - Nicolaj Kopernikus, dansk skuespiller.
- 21. august - Serj Tankian, amerikansk/armensk sanger i System of a Down.
- 21. august - Carrie-Anne Moss, canadisk skuespillerinde.
- 26. august - Oleg Taktarov, russisk skuespiller.
- 29. august – Jiří Růžek, tjekkisk fotograf.

### September
- 5. september - Jesper Koch, dansk komponist.
- 6. september - Macy Gray, amerikansk sanger
- 21. september - Suman Pokhrel, nepalesisk digter
- 28. september - Mira Sorvino, amerikansk skuespiller

### Oktober
- 4. oktober - Liev Schreiber, amerikansk skuespiller
- 10. oktober - Gavin Newsom, guvernør i Californien, USA
- 24. oktober - Tina Siel, dansk sangerinde.
- 26. oktober - Keith Urban, australsk sanger
- 28. oktober – Julia Roberts, amerikansk skuespillerinde.

### November
- 2. november - Thomas Sandberg, dansk multiartist.
- 7. november – David Guetta, fransk DJ
- 13. november – Jimmy Kimmel, amerikansk talkshow-vært og komiker
- 13. november – Steve Zahn, amerikansk skuespiller
- 22. november – Mark Ruffalo, amerikansk skuespiller.

### December
- 6. december – Judd Apatow,  amerikansk filmproducer
- 12. december – Peter Oliver Hansen, dansk skuespiller.
- 13. december – Jamie Foxx, amerikansk skuespiller, sanger og komiker
- 18. december – Morten Staugaard, dansk skuespiller.

## Dødsfald

### Januar
- 3. januar – Jack Ruby, amerikansk natklubejer som skød præsident Kennedys morder (født 1911).
- 3. januar – Mary Garden, skotsk operasanger (født 1874).
- 10. januar – Finn Lassen, dansk skuespiller (født 1904).
- 19. januar – Casimir Funk, polsk biokemiker (født 1884).
- 31. januar – Poul Henningsen, dansk forfatter, arkitekt og designer (PH-lampe) (født 1894).

### Februar
- 6. februar – Martine Carol, fransk skuespiller (født 1920).
- 9. februar – C.O. Bøggild-Andersen, dansk historiker, filosof og forfatter (født 1898).
- 14. februar – Peter Schindler, dansk teolog og præst (født 1892).
- 17. februar – Victor Schiøler, dansk pianist og læge (født 1899).
- 18. februar – J. Robert Oppenheimer, amerikansk fysiker (født 1904).

### Marts
- 6. marts – Nelson Eddy, amerikansk sanger og skuespiller (født 1901).
- 14. marts – Therkel Mathiassen, dansk arkæolog og etnograf (født 1892).
- 31. marts – Rodion Malinovskij, russisk politiker, hærchef og minister (født 1898).

### April
- 1. april − Sixten Sason, svensk industridesigner (født 1912).
- 10. april – Aage Winther-Jørgensen, dansk skuespiller (født 1900).
- 19. april – Konrad Adenauer, tysk forbundskansler (født 1876).
- 24. april – Vladimir Komarov, sovjetisk kosmonaut (født 1927). – Omkom under landingen med Sojuz 1.
- 29. april – Anthony Mann, amerikansk skuespiller og filminstruktør (født 1906).

### Maj
- 5. maj – Holger Tornøe, dansk arkitekt og stifter af FDF (født 1881).
- 9. maj – Svend Pedersen, dansk programchef i DR (født 1913).
- 12. maj – Henry Nielsen, dansk skuespiller (født 1890).
- 15. maj – Edward Hopper, amerikansk maler (født 1882).
- 19. maj – Estrid Ott, dansk forfatter og journalist (født 1900).
- 22. maj – Langston Hughes, afrikansk amerikansk forfatter (født 1901).
- 23. maj – Lauritz Ritzau, dansk direktør (født 1885).
- 30. maj – Claude Rains, engelsk skuespiller (født 1889).

### Juni
- 5. juni – Anton Frederiksen, dansk arkitekt (født 1884).
- 10. juni – Spencer Tracy, amerikansk skuespiller (født 1900).
- 24. juni – Kai Normann Andersen, dansk film- og revykomponist (født 1900).
- 29. juni – Jayne Mansfield, amerikansk skuespiller (født 1933).

### Juli
- 6. juli – Poul Bang, dansk filminstruktør og -producent (født 1905).
- 8. juli – Vivien Leigh, engelsk skuespiller (født 1913).
- 17. juli – John Coltrane, amerikansk jazzmusiker (født 1926).
- 21. juli – Albert Lutuli, sydafrikansk politiker og nobelprismodtager (født 1898).
- 22. juli – Carl Sandburg, amerikansk digter (født 1878).

### August
- 1. august – Richard Kuhn, østrigsk biokemiker og nobelprismodtager (født 1900).
- 13. august – Jane Darwell, amerikansk skuespiller (født 1879).
- 15. august – René Magritte, belgisk maler (født 1898).
- 17. august – Herbert P.A. Jerichow, dansk direktør (født 1889).
- 27. august – Brian Epstein, engelsk band manager (The Beatles) (født 1934).

### September
- 2. september – Theodor Christensen, dansk dokumentarfilmsinstruktør (født 1914).
- 13. september - Varian Fry, amerikansk journalist (født 1907).
- 26. september – Kristen Bording, dansk politiker og minister (født 1876).

### Oktober
- 3. oktober – Woody Guthrie, amerikansk sanger og komponist (født 1912).
- 3. oktober – Axel Østrup, dansk tegner, arkitekt og manuskriptforfatter (født 1898).
- 5. oktober – Henry Lohmann, kgl. dansk skuespiller (født 1924).
- 6. oktober – Per Gundmann, dansk skuespiller (født 1906).
- 7. oktober – Norman Angell, britisk forfatter, journalist, politiker og nobelprismodtager (født 1872).
- 7. oktober – Jimmy Gold, skotsk skuespiller (født 1886).
- 7. oktober – Viggo Forchhammer, dansk sangpædagog, lektor og forfatter (født 1876).
- 8. oktober – Clement Attlee, engelsk politiker og minister (født 1883).
- 9. oktober – Che Guevara, argentinsk revolutionær (født 1928) – henrettet
- 17. oktober – Puyi, Kinas sidste kejser (født 1906).
- 20. oktober – Jan Petersen, norsk arkæolog og forfatter (født (1887).
- 21. oktober – Ejnar Hertzsprung, dansk kemiker og astronom (født 1873).
- 24. oktober - Christian Brochorst, dansk skuespiller (født 1907).
- 26. oktober – Maria Garland, dansk skuespiller (født 1889).
- 26. oktober – Victor Montell, dansk skuespiller (født 1886).
- 29. oktober – Julien Duvivier, fransk filminstruktør (født 1896).

### November
- 1. november – Paula Illemann Feder, dansk skuespiller (født 1893).
- 7. november – John Nance Garner, amerikansk vicepræsident (født 1868).

### December
- 2. december – Sigfred Pedersen, dansk digter, journalist og anmelder (født 1903).
- 10. december – Otis Redding, amerikansk sanger (født 1941).

## Nobelprisen
- Fysik – Hans A. Bethe
- Kemi – Manfred Eigen, Ronald George Wreyford Norrish, George Porter
- Medicin – Ragnar Granit, Haldan Keffer Hartline, George Wald
- Litteratur – Miguel Ángel Asturias
- Fred – Ingen uddeling

## Sport
- Ryder Cup, golf – USA 23½-Storbritannien 8½
- Børge Krogh taber europamesterskabet i letvægt, da han i Madrid bliver stoppet i 8. omgang af udfordreren Pedro Carrasco
- 25. maj - Celtic F.C. bliver den første klub nord for Alperne, der vinder den europæiske mesterholdsturnering i fodbold efter 2-1 i finalen over Inter FC.

## Musik
- 8. april – Storbritannien vinder den 12. årlige udgave af Eurovision Song Contest, som blev afholdt i Wien, Østrig, med sangen "Puppet on a String" af Sandie Shaw
- 29. april -  Aretha Franklin udgiver singlen Respect
- 1. maj - i Las Vegas, USA, bliver Elvis Presley og Priscilla Beaulieu gift
- 1. juni - The Beatles udgiver albummet Sgt. Pepper's Lonely Hearts Club Band
- 9. november - Musikbladet ”Rolling Stone” udkommer for første gang
- Steppeulvene udgiver albummet Hip
- The Doors udgiver albummet The Doors

## Film
- Bonnie and Clyde, instrueret af Arthur Penn
- Once Upon a Time in the West, instruktør Sergio Leone

## Bøger
- Hundrede års ensomhed – Gabriel García Márquez